# Die Lästigen (Hofmannsthal)
 Die Lästigen. Komödie in einem Akt nach Molière, ist eine Komödie, die Hugo von Hofmannsthal nach Molières Comédie-ballet Les Fâcheux bearbeitet und umgeschrieben hat. Der Einakter wurde am 26. April 1917 als Vorspiel zu dem Ballett „Die grüne Flöte“ in den Kammerspielen des Deutschen Theaters unter der Regie von Max Reinhardt uraufgeführt.
Das Stück war mit Leopoldine Konstantin, Orphise; Paul Hartmann, Alcest; Fritz Delius, Philinth; Camilla Eibenschütz, Dorimene;
Friedrich Kühne, Alcidor; Josef Danegger, Damon; Max Pallenberg Ergast; Max Gülstorff, Helianth und Johanna Terwin, Zeitungsverkäufer hochklassig besetzt. Bühnenbild und Kostüme waren von Ernst Stern, die technische Leitung hatte Rudolf Dworsky. Das Stück, das Hofmannsthal in einem Zug in fünf Tagen skizziert hat und das innerhalb von nur vierzehn Tagen in seiner Endfassung vorlag, erlebte 30 Aufführungen und stand bis zum 1. Juni 1917 auf dem Spielplan. Max Reinhardt hat „Die Lästigen“ danach nicht mehr inszeniert.

## Nach Molière
Hofmannsthal kürzte Molières Dreiakter auf einen Akt, ließ die musikalischen Einlagen weg, reduzierte die Zahl der Personen von 15 auf 8 und erfand die Figur des Zeitungsverkäufers, und er verlegte die Handlung von der Straße in die Vorhalle des Palais. Außerdem änderte er einige Namen. Während er den Namen Orphise beibehielt, heißt ihr Verehrer jetzt – in Anlehnung an Molières Menschenfeind  – Alcest. Helianth taucht als Name und Charakter neu auf, während andere Namen modifiziert wurden oder Figuren ganz verschwanden. Außerdem erweiterte er die Rolle der Orphise, die bei Moliere nur in der ersten und der letzten Szene des Stücks auftritt und daher auch nur wenig Text zu sprechen hat. Sie bekommt mehr Text und zusätzliche Auftritte mit Alcest in Szene 3 und 5.

## Inhalt
Schauplatz ist die Vorhalle im Palais des Monsieur N. in Paris, wo sich eine Gesellschaft in Erwartung eines Feuerwerks und eines Balletts versammelt hat. Alcest ist in der Gesellschaft ein Außenseiter, man nennt ihn einen „Werwolf“ (franz. Loup Garou). Sich mit ihm sehen zu lassen, kann eine Frau nur kompromittieren.
Alcest ist seiner angebeteten Orphise heimlich zur Soirée gefolgt, um sich mit ihr auszusprechen – er deutet an, dass er sie heiraten möchte –, was sich jedoch ziemlich schwierig anlässt: In den Szenen 2, 4 und 6 wird Orphise von aufdringlichen und intriganten Personen ins Gespräch gezogen, in Szene 3 und 5 treffen sich die beiden zwar, kommen aber kaum dazu, miteinander zu sprechen, da sofort wieder ein neuer Störenfried auf der Bildfläche erscheint, denen Alcest seinerseits in den Szenen 7 bis 9 zu entkommen versucht. Das Stück endet damit, dass Alcest all den selbstgefälligen Egoisten den Rücken kehrt, Orphise ihm jetzt sagen kann, was er doch für ein schwieriger Mensch ist, dass man mit ihm „nicht in Welt gehen“ kann, dass sie schlechter Laune ist, weil sie „einen Entschluss fassen muss“, nämlich: „Ich werde Sie heiraten – sobald Sie wollen“. Die beiden verlassen die Soirée, was Dorimene, die Intrigantin, mit dem Satz kommentiert: „... man soll eine Frau niemals stören, wenn sie ihre vergeblichen Versuche macht, jemand festzuhalten, der sich nicht festhalten lassen will“. Die Gäste begeben sich zum Ballett.

## Pressereaktionen
„Übrigens ganz im Vertrauen: Reinhardt spielte die letzten 6 Wochen allabendlich einen
Molière, die »Lästigen«, wovon außer dem Titel keine Zeile von Molière war, sondern
jedes Wort vom ersten bis zum letzten von Ihrem ergebenen Librettisten, ohne dass die
Kritik ›Mau‹ sagte.“

Stefan Großmann, der Kritiker der Vossischen Zeitung, schrieb „Der Bearbeiter hat einen Teil der Molièrschen Typen […] hinausgeworfen und andere, Lästige von heute, eingesetzt. Das harmlose Werk Molières ist so mit einigem Gift und sehr viel Geist durchsetzt worden. Der Bearbeiter gibt eine vornehme Gesellschaft von besessenen Ich-Menschen, eine bösartigere Komödie das Wort, als sie seinem sentimentalen Nachbarn Schnitzler je gelang, es ist eine gallenbittere Gesellschaftserfahrung, die hier zu Wort kommt [...]“.

## Ausgaben
Der Text wurde erstmals 1917 in Heft 2 der kurzlebigen Zeitschrift Marsyas mit 6 Radierungen von Hans Meid abgedruckt.
- Hugo von Hofmannsthal: Komödien. Gestern, Der weiße Fächer, Silvia im Stern, Florindo und die Unbekannte, Cristians Heimreise, Die Lästigen, Der Schwierige, Der Unbestechliche. Frankfurt a. M.: Fischer 1974.
- Die Lästigen. Komödie in einem Akten nach Molière.

Sämtliche Werke. Kritische Ausgabe. XVII. Dramen 15. Hrsg. von Gudrun Kortheimer u. Ingeborg Beyer-Ahlert. Frankfurt a. M.: Fischer 2006.
Text: S. 171–208. Quellen und Kommentar: S. 693–801.